# باوگه-ان-انژو
باوگه-ان-انژو (به فرانسوی: Baugé-en-Anjou) یک کمون (فرانسه) در فرانسه است که در communauté de communes Baugeois-Vallée واقع شده‌است. باوگه-ان-انژو ۲۶۸٫۲۵ کیلومتر مربع مساحت دارد.